# Двенадцатигранники
Двенадцатигра́нник — многогранник с двенадцатью гранями.
Существует несколько объёмных фигур с двенадцатью гранями.

## Правильный додекаэдр

Правильный додекаэдр

Ромбододекаэдр

С древнейших времён известна фигура, у которой 12 граней, это правильный додекаэдр. Такой додекаэдр — одно из пяти платоновых тел и обладает симметрией вращения пятого порядка. Однако, у этого во многих отношениях идеального многогранника есть недостаток. Дело в том, что правильными пятиугольниками нельзя без зазоров покрыть плоскость. Также додекаэдрами невозможно плотно заполнить пространство. Из этого следует невозможность существования кристаллов с осями симметрии пятого порядка и невозможность существования кристаллов в форме платонова додекаэдра. Однако, известны вирусы и белки́ в форме такого додекаэдра, с осями симметрии пятого порядка. Предполагают, что они приобрели такую форму во избежание кристаллизации.

## Правильные звездчатые додекаэдры

Правильный додекаэдр

Ромбододекаэдр

Три из четырех тел Кеплера-Пуансо также являются правильными додекаэдрами.

## Пентагондодекаэдр
Визуально очень похож на платоново тело, но имеет совсем другую симметрию — центральный вид симметрии кубической сингонии. Грани — неправильные пятиугольники, симметричные относительно плоскости, проходящей через центр фигуры. Пентагондодекаэдр это одна из простых форм кристаллов. Огранка кристаллов пентагондодекаэдром характерна, например, для пирита.

## Ромбододекаэдр
Фигура, огранённая равными ромбами и являющаяся двойственным кубооктаэдру многогранником.
Между пентагондодекаэдром и ромбододекаэдром существует непосредственная связь. Пентагондодекаэдр получается из ромбододекаэдра, если отклонить грань ромбододекаэдра в сторону вершины. В этом смысле, пентагондодекаэдр является переходной формой между кубом и ромбододекаэдром.

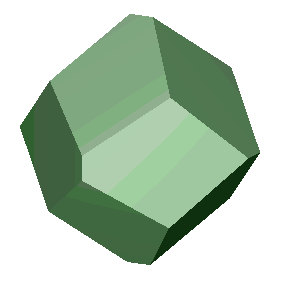
индекс грани {10,9,0}
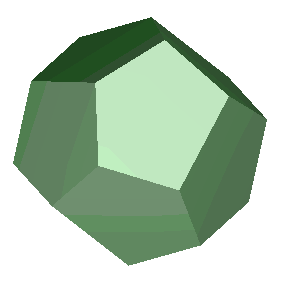
индекс грани {2,1,0}
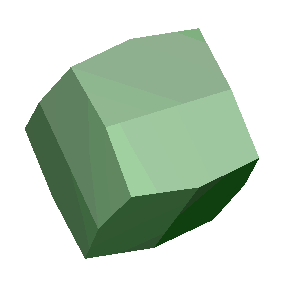
индекс грани {7,1,0}

## Гексагональнаябипирамида
Фигура, получающаяся при соединении двух одинаковых правильных шестиугольных пирамид через их основания.

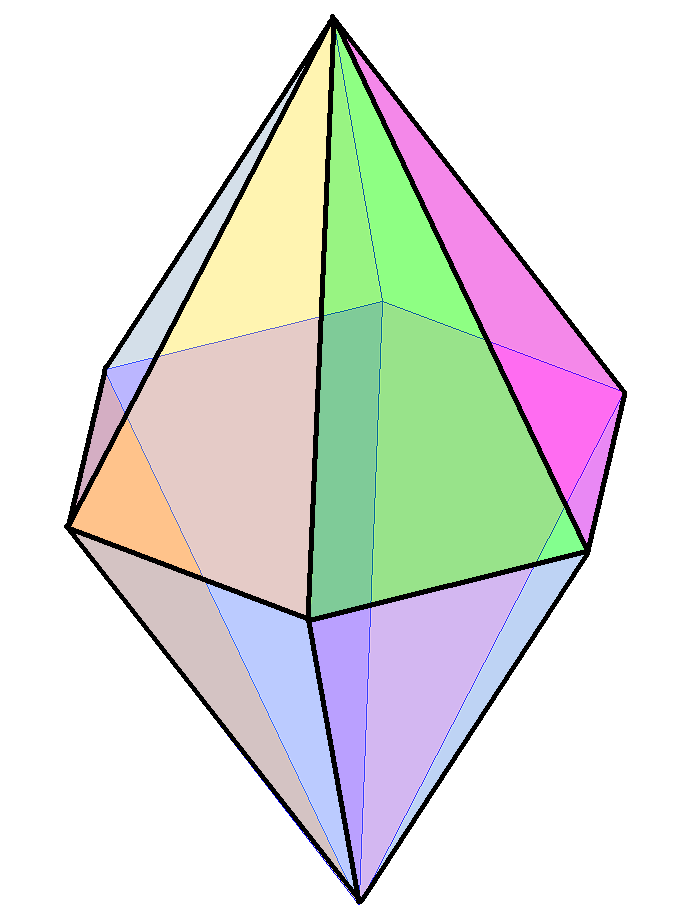
Гексагональная бипирамида

## Другие додекаэдры с пятиугольными гранями
В кристаллографии два важных додекаэдра встечаются в виде кристаллических форм 
в некотором классе симметрий кубической сингонии,
которая топологически эквивалентна правильному додекаэдру, но менее симметрична — пиритоэдр с пиритоэдральной симметрей 
и тетартоид с тетраэдральной симметрией.

### Пиритоэдр

Пиритоэдр

Пиритоэдр (или пятиугольный додекаэдр) — это додекаэдр с пиритоэдральной симметрией Th. 
Подобно правильному додекаэдру он имеет двенадцать одинаковых пятиугольных граней при трёх сходящихся в каждой из 20 вершин гранях. 
Однако не требуется, чтобы пятиугольники были правильными. 30 рёбер многогранника делятся на два множества, содержащих 24 и 6 рёбер с одинаковыми длинами. 
Единственные оси вращения — три попарно перпендикулярные второго порядка и четыре оси третьего порядка.
Хотя правильный додекаидр не встречается в кристаллах, пиритоэдр встречается в кристаллах пирита и
это может послужить источником вдохновения для открытия формы правильного многогранника. 
Настоящий правильный додекаэдр может оказаться для квазикристаллов (таких как Квазикристалл сплава гольмия, магния и цинка) 
с икосаэдральной симметрией, котоая включает истинные оси вращения пятого порядка.

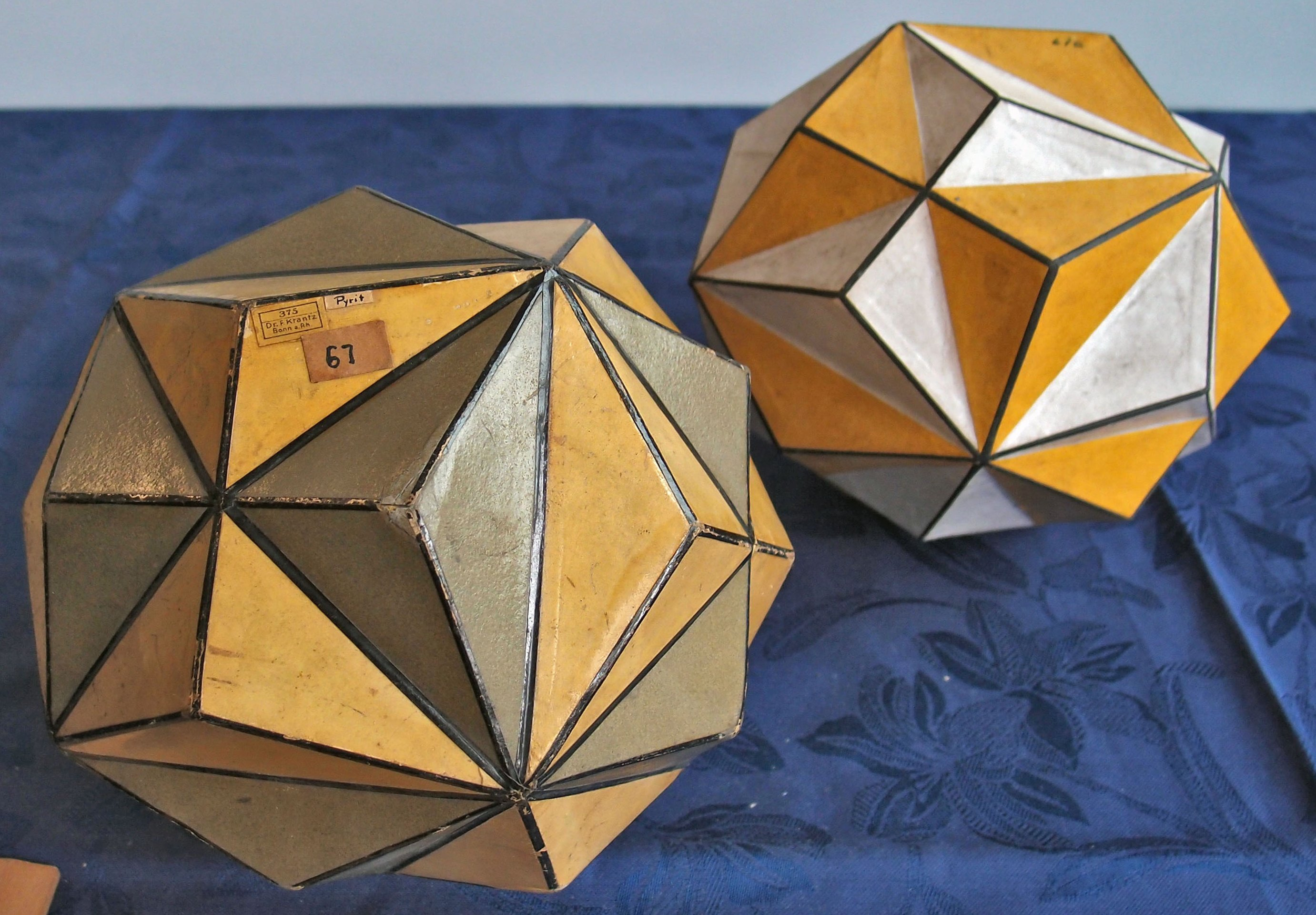
Двойственные положения в моделях кристаллов пирита

#### Кристалл пирита
Название Кристалл пирита пришло из одного из двух гибитусов (обликов) кристаллов, образованных пиритом (другой - куб). 
В пироэдральном пирите грани имеют индекс Миллера (210), что означает, что двугранный угол равен 2·arctan(2) ≈ 126.87° 
и каждая пятиугольная грань имеет один угол примерно 121.6° между двумя углами примерно в 106.6°, а противоположные два угла равны примерно 102.6°. 
Следующие формулы показывают размеры грание в идеальном кристалле (который редко встречается в природе).
{\displaystyle {\text{Высота}}={\frac {\sqrt {5}}{2}}\cdot {\text{Длинная сторона}}}
{\displaystyle {\text{Ширина}}={\frac {4}{3}}\cdot {\text{Длинная сторона}}}
{\displaystyle {\text{Короткие стороны}}={\sqrt {\frac {7}{12}}}\cdot {\text{Длинная сторона}}}
| Природный пирит (справа - с указанием величины углов на грани) |

#### Декартовы координаты
Восемь вершин куба имеют координаты (±1, ±1, ±1).
Координаты 12 других вершин
(0, ±(1 + h), ±(1 − h2)), 
(±(1 + h), ±(1 − h2), 0) и
(±(1 − h2), 0, ±(1 + h)).
Здесь h — высота клиновидной «крыши» над гранью губа со стороной длины 2.
Важный случай — h = 1/2 (четверть длины куба) для идеального природного пирита (also the pyritohedron in the Структура Уэйра - Фелана).
Другой важный случай — h = 1/φ = 0.618... для правильного додекаэдра. 
Смотрите раздел Геометрическая свобода для других вариантов.
Два пироэдра с обмененными ненулевыми координатами находятся в двойственных позиция друг друга как додекаэдры в соединении двух додекаэдров.
| Ортогональные проекции пиритоэдра с h = 1/2 | Высоты 1/2 и 1/φ |  |

| Анимация                                                                  | Анимация                                  |
| ------------------------------------------------------------------------- | ----------------------------------------- |
|                                                                           |                                           |
| Соты из чередующихся выпуклых и вогнутых перитоэдров с высотой между ±1/φ | Высоты между 0 (куб) и 1 (ромбододекаэдр) |

#### Геометрическая свобода
Пироэдр имеет геометрическю свободу с предельными случаями - кубическая выпуклая оболочка с коллинеарными рёбрами в качестве одного предела
и ромбододекаэдр в качестве другого предела, когда 6 рёбер вырождаются до нулевой длины. 
Правильный додекаэдр представляет специальный промежуточный случай, когда все рёбра и углы равны.
Можно обойти эти предельные случаи, создавая вогнутые или невыпуклые перитоэдры. 
Эндододекаэдр является вогнутым и равносторонним, вместе с выпуклым правильным додекаэдром он может заполнять пространство. 
Продолжая в том же направлении мы проходим вырожденный случай, когда двенадцать вершин оказываются в центре, и получаем правильный большой звёздчатый додекаэдр,
когда все рёбра и углы снова становятся равными, а грани превращаются в правильные пентаграммы. 
В другую сторну проходим ромбододекаэдр и получаем невыпуклый равносторонний додекаэдр с похожими на рыбки самопересекающимися равносторонними пятиугольными гранями.
| Специальные случаи пиритоэдра | Специальные случаи пиритоэдра                                                | Специальные случаи пиритоэдра             | Специальные случаи пиритоэдра                                  | Специальные случаи пиритоэдра                                                                                      | Специальные случаи пиритоэдра                                                | Специальные случаи пиритоэдра                                                            | Специальные случаи пиритоэдра               |
| --- | ---------------------------------------------------------------------------- | ----------------------------------------- | -------------------------------------------------------------- | --- | ---------------------------------------------------------------------------- | ---------------------------------------------------------------------------------------- | ------------------------------------------- |
| Версии с равными по абсолюьной величине и противоположными знаками вместе образуют соты. (Сравните эту анимацию.) Показанное отношение — отношение длин, а именно длин из множества 24 рёбер к длинам рёбер из множества 6 рёбер. |                                                                              |                                           |                                                                | |                                                                              |                                                                                          |                                             |
| Отношение | 1 : 1                                                                        | 0 : 1                                     | 1 : 1                                                          | 2 : 1 | 1 : 1                                                                        | 0 : 1                                                                                    | 1 : 1                                       |
| h | −√5 + 1/2                                                                    | −1                                        | −√5 + 1/2                                                      | 0 | √5 − 1/2                                                                     | 1                                                                                        | √5 + 1/2                                    |
| h | −1.618...                                                                    | −1                                        | −0.618...                                                      | 0 | 0.618...                                                                     | 1                                                                                        | 1.618...                                    |
| Изображение | Правильная звезда, большой звёздчатый додекаэдр, с гранями в виде пентаграмм | Вырожденный додекаэдр, 12 вершин в центре | Вогнутый равносторонний додекаэдр, называемый эндододекаэдром. | куб может быть разделён в пиритоэдр путём деления пополам всех рёбер и деления граней в чередующихся направлениях. | Правильный додекаэдр является промежуточным случаем с равными длинами рёбер. | Ромбододекаэдр является вырожденным случаем, когда 6 рёбер сокращаются до нулевой длины. | Самопересекающийся равносторонний додекаэдр |

### Тетартоид

Тетартоид

Тетартоид (также четырёхугольный пятиугольный додекаэдр, четырёхгранный пятиугольный додекаэдр) 
— это додекаэдр с хиральной тетраэдральной симметрией (T). Подобно правильному додекаэдру, 
он имеет двенадцать одинаковых пятиугольных граней, которые по три встречаются в каждой из 20 вершин. 
Однако пятиугольники не являются правильными и фигура не обладает осями симметрии порядка 5.

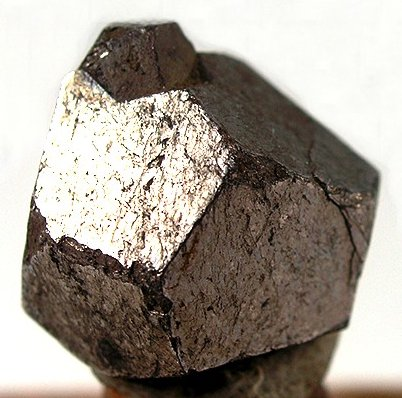
Кобальтин

Хотя правильный додекаэдр в кристаллах не существует, тетартоидная форма встречается. 
Название тетартоид происходит от греческого «одна четвёртая», поскольку он имеет четверть полной октаэдральной симметрии и половину пирамидальной 
Минерал кобальтит может иметь симметрию этого вида.
Абстракции, имеющие ту же топологию и симметрию, что и тело, могут быть созданы из куба и тетраэдра. 
В кубе каждая грань делится пополам наклонным ребром. 
В тетраэдре каждое ребро делится на три части и каждая новая вершина соединяется с центром одной из граней. 
(В нотации Конвея это гиротетраэдр.)
| Ортогональные проекции на 2- и 3-кратные оси | Кубическая и тетраэдральная формы |

| Связь с диакисдодекаэдром |
| --- |
| Тетартоид может быть создан путём удлиннения 12 из 24 граней диакисдодекаэдра. (Тетартоид, показанный здесь, сам получен путём увеличения 24 из 48 граней дисдакисдодекаэдра.) \| Хиральные тетартоиды, основанные на диакисдодекаэдре (в середине) \| моделях кристаллов справа показывает тетартоид, созданный путём удлиннения синих граней диакисдодекаэдра. Поэтому рёбра между синими гранями покрыты красными скелетными рёбрами. |
| Хиральные тетартоиды, основанные на диакисдодекаэдре (в середине) |

#### Декартовы координаты
Следующие точки являются вершинами тетартоида с тетраэдральной симметрией:
(a, b, c); (−a, −b, c); (−n/d1, −n/d1, n/d1); (−c, −a, b); (−n/d2, n/d2, n/d2),
при следующих условиях:
0 ≤ a ≤ b ≤ c,
n = a2c − bc2,
d1 = a2 − ab + b2 + ac − 2bc,
d2 = a2 + ab + b2 − ac − 2bc,
nd1d2 ≠ 0.

#### Геометрическая свобода
Правильный додекаэдр — это тетартоид с большей симметрией, чем требуется. Триакистетраэдр является вырожденным случаем с 12 рёбрами нулевой длины. 
(В терминах цветов, использованных выше, это означает, белые вершины и зелёные рёбра поглощаются зелёными вершинами.)
| Вариации тетартоида от правильного додекаэдра до триакистетраэдра | Вариации тетартоида от правильного додекаэдра до триакистетраэдра | Вариации тетартоида от правильного додекаэдра до триакистетраэдра | Вариации тетартоида от правильного додекаэдра до триакистетраэдра | Вариации тетартоида от правильного додекаэдра до триакистетраэдра | Вариации тетартоида от правильного додекаэдра до триакистетраэдра | Вариации тетартоида от правильного додекаэдра до триакистетраэдра | Вариации тетартоида от правильного додекаэдра до триакистетраэдра |
| ----------------------------------------------------------------- | ----------------------------------------------------------------- | ----------------------------------------------------------------- | ----------------------------------------------------------------- | ----------------------------------------------------------------- | ----------------------------------------------------------------- | ----------------------------------------------------------------- | ----------------------------------------------------------------- |
|                                                                   |                                                                   |                                                                   |                                                                   |                                                                   |                                                                   |                                                                   |                                                                   |